# Rami Shaaban
Rami Shaaban (Solna, 30 de junho de 1975) é um ex-futebolista sueco que atuava como goleiro.

## Carreira em clubes
Após defender Fisksätra IF, Järla IF e Nacka FF nas categorias de base, Shaaban iniciou a carreira profissional em 1994, no Saltsjöbadens IF. Um ano depois, se mudou para o Egito (onde o pai do goleiro nasceu) para defender Zamalek e Ittihad Othman, em paralelo com seus estudos.. Voltou à Suécia em 1997 para jogar no Nacka FF, e seu desempenho chamou a atenção do Djurgårdens, que o contratou em 1999. Durante o período, teve um rápido empréstimo ao Värtans, onde atuou 2 vezes.
Depois de 40 partidas pelo Djurgårdens, o goleiro foi contratado pelo Arsenal em agosto de 2002, para ser o reserva imediato do veterano David Seaman, que se recuperava de lesão. Shaaban disputou 5 partidas na temporada (2 pela Liga dos Campeões da UEFA e 3 pela Premier League), mas fraturou a perna durante um treino e não voltou a entrar em campo. Com a saída de Seaman para o Manchester City, o Arsenal contratou Jens Lehmann para seu lugar, e o sueco foi emprestado ao West Ham United em janeiro de 2004, mas não foi utilizado nenhuma vez. Foi reintegrado ao elenco dos Gunners para repor a ausência de Stuart Taylor devido a uma lesão e chegou a ficar vários jogos como reserva de Lehmann durante a campanha do Arsenal, que terminou campeão invicto. Sem espaço no time principal, teve o contrato rescindido e ficou sem atuar até fevereiro de 2005, quando assinou com o Brighton & Hove Albion até o final da temporada. Foram apenas 6 jogos com a camisa dos Seagulls.
Após fazer testes no Dundee United e no Bristol City, Shaaban foi contratado pelo Fredrikstad, onde atuou em 43 partidas antes de voltar à Suécia em 2008 para defender o Hammarby. Em 2012, após o término de seu contrato, o goleiro anunciou sua aposentadoria.

## Carreira internacional

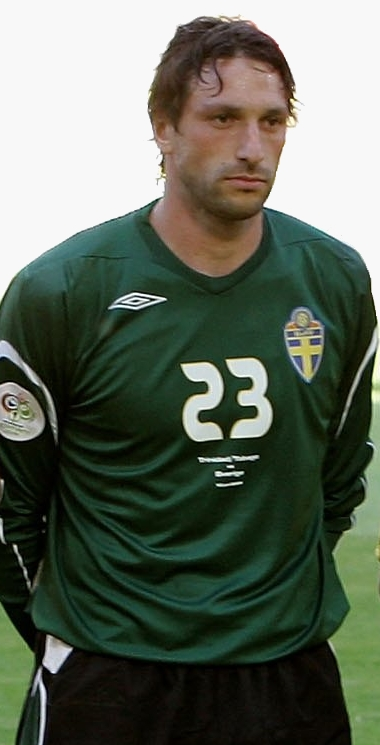
Shaaban pela Seleção Sueca na Copa de 2006

Após sua transferência para o Arsenal, Shaaban foi procurado pela Seleção Egípcia para representá-la no futebol internacional, porém o goleiro não chegou a ser lembrado em nenhuma convocação.
Sua estreia pela Seleção Sueca foi num amistoso preparatório para a Copa de 2006 contra a Finlândia, jogando por 45 minutos e segurando um empate sem gols. Ele disputou a partida de estreia dos Blågults na competição, contra Trinidad e Tobago, após o titular Andreas Isaksson ser atingido por uma bolada do meia Kim Källström durante um treino.
Ele ainda foi convocado para a Eurocopa de 2008, mas não saiu do banco de reservas.

## Estatísticas

### Seleção Sueca
| Seleção | Ano   | Partidas | Gols |
| ------- | ----- | -------- | ---- |
| Suécia  | 2006  | 9        | 0    |
| Suécia  | 2007  | 4        | 0    |
| Suécia  | 2008  | 3        | 0    |
| Total   | Total | 16       | 0    |

## Títulos
Djurgårdens IF
- Campeonato Sueco: 2002[20]
- Segunda Divisão Sueca: 2000
- Copa da Suécia: 2002[carece de fontes?]

Fredrikstad FK
- Copa da Noruega: 2006[carece de fontes?]

### Individuais
- Goleiro do ano na Suécia: 2006, 2007[carece de fontes?]